# تپه تاپ تاپان ۲
تپه تاپ تاپان ۲ مربوط به سده‌های اولیه دوران‌های تاریخی پس از اسلام است و در شهرستان مراغه، بخش سراجو، دهستان سراجوی جنوبی، ۱/۴ کیلومتری روستای سرکارآباد واقع شده و این اثر در تاریخ ۱۸ اسفند ۱۳۸۷ با شمارهٔ ثبت ۲۵۲۰۶ به‌عنوان یکی از آثار ملی ایران به ثبت رسیده است.